# Direktor (Amtsbezeichnung)
Direktor ist in Deutschland die Amtsbezeichnung eines Beamten in der Laufbahngruppe des höheren Dienstes in der Bundes-, Landes- oder Kommunalverwaltung, meist im zweiten Beförderungsamt. Die Grundamtsbezeichnung Direktor darf nur mit einem Zusatz verliehen werden. Häufigster Zusatz ist Regierungs-; die entsprechende Amtsbezeichnung lautet dementsprechend Regierungsdirektor und wird grundsätzlich in der Laufbahn des höheren nichttechnischen Verwaltungsdienstes geführt.

## Besoldung
Das Amt mit der Grundamtsbezeichnung Direktor ist grundsätzlich in Besoldungsgruppe A 15 der Bundesbesoldungsordnung des Bundesbesoldungsgesetzes eingruppiert. Das Gleiche gilt für die Eingruppierung in die Besoldungsordnungen der Landesbesoldungsgesetze. Ebenfalls in Besoldungsgruppe A 15 eingruppiert sind die Dienstgraden eines Oberstleutnants, eines Fregattenkapitän, eines Oberfeldarztes, eines Oberfeldapothekers, eines Oberfeldveterinärs, eines Flottillenarztes und eines Flottillenapothekers der Bundeswehr.

## Ausbildung
Die Angehörigen des höheren nichttechnischen Verwaltungsdienstes haben oft ein rechtswissenschaftliches Studium an einer Universität mit der ersten juristischen Prüfung absolviert und einen anschließenden Vorbereitungsdienst (Rechtsreferendariat) mit der zweiten juristischen Staatsprüfung erfolgreich abgeschlossen und besitzen somit die Befähigung zum Richteramt oder haben ein anderes für diese Laufbahn befähigendes Universitätsstudium mit einem Master abgeschlossen und einen entsprechenden fachspezifischen Vorbereitungsdienst (Referendariat) absolviert.

## Dienststellung in einer Behörde
Direktoren sind in großen Behörden zumeist Referatsleiter und Vorgesetzte aller Mitarbeiter eines Referates, auf ministerieller Ebene oft herausgehobene Referenten oder stellvertretende Referatsleiter. In kleineren Dienststellen können sie aber auch die Funktion eines Abteilungsleiters oder stellvertretenden Abteilungsleiters innehaben.

## Beförderungsämter
Die folgenden Beförderungsämter haben die (Grund-)Amtsbezeichnungen Leitender Direktor bzw. Ministerialrat sowie in der Besoldungsordnung B z. B. Ministerialrat, Ministerialdirigent, Ministerialdirektor, Präsident einer Behörde.

## Zusätze und Entsprechungen
Zur Grundamtsbezeichnung Direktor existieren zahlreiche Zusätze und weitere Amtsbezeichnungen, die für ein Amt in Besoldungsgruppe A 15 vergeben werden. Neben der häufigsten Kombination von Grundamtsbezeichnung und Zusatz Regierungsdirektor werden im höheren nichttechnischen Verwaltungsdienst auch die Amtsbezeichnungen Archivdirektor und Bibliotheksdirektor geführt.
Beamte im höheren auswärtigen Dienst führen je nach Verwendung die Amtsbezeichnungen Vortragender Legationsrat, Botschaftsrat, Gesandter, Generalkonsul oder Botschafter (§ 1 Abs. 2 LAP-hADV 2004) und im höheren Bankdienst bei der Deutschen Bundesbank die Amtsbezeichnung Bundesbankdirektor (Anlage 1 (zu § 2 Abs. 2) BBankLV). Die Amtsbezeichnungen im höheren Polizeivollzugsdienst in der Bundespolizei sind Polizeidirektor (Anlage 1 (zu § 3 Abs. 2) BPolLV), im höheren Polizeivollzugsdienst beim Deutschen Bundestag Polizeidirektor beim Deutschen Bundestag (Anlage (zu § 3) PolBTLV) und im höheren Kriminaldienst des Bundes (Bundeskriminalamt) Kriminaldirektor (Anlage (zu § 3 Abs. 2) KrimLV). Bei der Bundesagentur für Arbeit führen Beamte in einem in Besoldungsgruppe A 15 eingruppierten Amt die Amtsbezeichnung Direktor bei der Bundesagentur für Arbeit.
Im höheren technischen Verwaltungsdienst lautet die Amtsbezeichnung grundsätzlich Technischer Regierungsdirektor und in der Fachrichtung Feuerwehr Branddirektor.
Im agrar-, forst- und ernährungswissenschaftlichen sowie tierärztlichen Dienst, sofern forstliche Aufgaben wahrgenommen werden, lautet die Amtsbezeichnung Forstdirektor.
In den auslaufenden Laufbahnen der Beamten bei den Postnachfolgeunternehmen und bei den Beamten des Bundeseisenbahnvermögens, die zur Wahrnehmung einer Tätigkeit bei der Deutschen Bahn beurlaubt oder zugewiesen sind, haben die entsprechenden Ämter des höheren Dienstes die Amtsbezeichnungen Bundesbahndirektor (Laufbahn des höheren allgemeinen Verwaltungsdienstes und Laufbahn des höheren bautechnischen Verwaltungsdienstes; § 5 ELV) und Postdirektor (höherer nichttechnischer Postverwaltungsdienst und höherer nichttechnischer Postverwaltungsdienst Anlage 1 (zu § 2 Abs. 2) PostLV).
Mit der Übernahme der Bundesfernstraßenverwaltung durch den Bund und der bisher mit dieser Aufgabe betrauten Landesbeamten technischer und nichttechnischer Laufbahnen wurde der neue Zusatz zur Grundamtsbezeichnung Bundesfernstraßen- eingeführt. Die Amtsbezeichnungen lauten entsprechend Bundesfernstraßendirektor (höherer nichttechnischer Verwaltungsdienst) oder Technischer Bundesfernstraßendirektor (höherer technischer Verwaltungsdienst).
An wissenschaftlichen Einrichtungen kann in Besoldungsgruppe A 15 Amtsbezeichnung Wissenschaftlicher Direktor verliehen werden, als wissenschaftlicher Mitarbeiter an einer Hochschule die Amtsbezeichnung Akademischer Direktor. Geistliche, die in ein staatliches Beamtenverhältnis als Beamte auf Zeit berufen werden und in der Militärseelsorge verwendet werden, führen in Besoldungsgruppe A 15 die Amtsbezeichnung Militärdekan oder Koordinierender Militärrabbiner.
Beamte des höheren sprach- und kulturwissenschaftlichen Dienstes und des höheren kunstwissenschaftlichen Dienstes führen in Besoldungsgruppe A 15 an Museen die Amtsbezeichnung Hauptkustos oder Museumsdirektor und Professor.
Beamte in Besoldungsgruppe A 15 führen als Leiter einer Fachschule mit beruflichem Unterricht mit bis zu 360 Unterrichtsteilnehmern die Amtsbezeichnung Direktor einer Fachschule, als Dezernent (Referent) im Schulaufsichtsdienst die Amtsbezeichnung Regierungsschuldirektor, und im höheren Dienst als der ständige Vertreter des Leiters einer Fachschule mit beruflichem Unterricht mit mehr als 360 Unterrichtsteilnehmern zur Koordinierung schulfachlicher Aufgaben die Amtsbezeichnung Studiendirektor. Beim Bund wird die Amtsbezeichnung Direktor einer Fachschule im nachgeordneten Bereich des Bundesministeriums der Verteidigung vergeben, die Amtsbezeichnungen Regierungsschuldirektor und Oberstudienrat im Bundesministerium der Verteidigung.
Im höheren ärztlichen und gesundheitswissenschaftlichen Dienst kann die Amtsbezeichnung Medizinaldirektor verliehen werden, bei einer Verwendung bei der Bundespolizei Medizinaldirektor bei der Bundespolizei. Medizinaldirektoren im Bereich des Bundes führen bei einer Beschäftigung in einer anderen Behörde als der Bundespolizei die Amtsbezeichnung Medizinaldirektor ohne weiteren Zusatz.
Einige Amtsbezeichnungen mit der Grundamtsbezeichnung Direktor sind in Besoldungsgruppe A 16 eingruppiert: Dies sind beim Bund: Direktor der Bundesstelle für Eisenbahnunfalluntersuchung, Direktor der Bundesstelle für Flugunfalluntersuchung, Direktor der Bundesstelle für Seeunfalluntersuchung, Direktor des Geheimen Staatsarchivs der Stiftung Preußischer Kulturbesitz, Direktor des Ibero-Amerikanischen Instituts der Stiftung Preußischer Kulturbesitz, Direktor des Staatlichen Instituts für Musikforschung der Stiftung Preußischer Kulturbesitz oder Direktor einer Wehrtechnischen Dienststelle. Direktor-Amtsbezeichnungen können auch in eine Besoldungsgruppe der Besoldungsordnung B eingruppiert sein.